# Rodrigo Salinas
Rodrigo Salinas Dorantes (ur. 9 maja 1988 w Puebli) – meksykański piłkarz występujący na pozycji prawego obrońcy.

## Kariera klubowa
Salinas rozpoczynał swoją piłkarską karierę w trzecioligowym zespole Inter Playa del Carmen, skąd po kilku miesiącach przeniósł się do pierwszoligowego klubu ze swojego rodzinnego miasta – Puebla FC. W meksykańskiej Primera División zadebiutował jako dwudziestolatek za kadencji szkoleniowca José Luisa Sáncheza Soli, 17 sierpnia 2008 w przegranym 1:3 spotkaniu z Tolucą i po upływie półtora roku został podstawowym zawodnikiem zespołu. Premierowego gola w najwyższej klasie rozgrywkowej strzelił 3 października 2010 w wygranej 2:0 konfrontacji z Querétaro, a ogółem w barwach Puebli spędził cztery lata, nie odnosząc większych sukcesów. W lipcu 2012 przeszedł do drużyny Monarcas Morelia, gdzie z miejsca został kluczowym zawodnikiem formacji ofensywnej i w jesiennym sezonie Apertura 2013 wywalczył ze swoją ekipą puchar Meksyku – Copa MX. W Morelii grał ogółem przez dwa lata, będąc wyróżniającym się zawodnikiem zespołu.
Latem 2014 Salinas został zawodnikiem drużyny CF Pachuca, w której spędził kolejny rok jako podstawowy zawodnik, zostając przekwalifikowanym na pozycję bocznego obrońcy. Zaraz potem został ściągnięty przez Rubéna Omara Romano – swojego byłego trenera z Morelii – do prowadzonej przez niego ekipy Club Tijuana, skąd jednak już po sześciu miesiącach wypożyczono go do zespołu Club Atlas z siedzibą w Guadalajarze.
| Sezon     | Klub                   | Kraj   | Rozgrywki        | Mecze | Bramki |
| --------- | ---------------------- | ------ | ---------------- | ----- | ------ |
| 2007/2008 | Inter Playa del Carmen | Meksyk | Segunda División | 6     | 1      |
| 2008/2009 | Puebla FC              | Meksyk | Liga MX          | 21    | 0      |
| 2009/2010 | Puebla FC              | Meksyk | Liga MX          | 27    | 0      |
| 2010/2011 | Puebla FC              | Meksyk | Liga MX          | 33    | 1      |
| 2011/2012 | Puebla FC              | Meksyk | Liga MX          | 28    | 1      |
| 2012/2013 | Monarcas Morelia       | Meksyk | Liga MX          | 36    | 3      |
| 2013/2014 | Monarcas Morelia       | Meksyk | Liga MX          | 24    | 1      |
| 2014/2015 | CF Pachuca             | Meksyk | Liga MX          | 29    | 1      |
| 2015/2016 | Club Tijuana           | Meksyk | Liga MX          | 9     | 0      |
| 2015/2016 | Club Atlas             | Meksyk | Liga MX          | 13    | 1      |
| 2016/2017 | Club Atlas             | Meksyk | Liga MX          |       |        |